# Kečiga
Kečiga (lat. Acipenser ruthenus), poznata i kao čiga, osjetljiva je vrsta roda Acipenser. Cijenjena je riba za prehranu, posebice u istočnoj Europi gdje se od njezine ikre pravi kavijar.

## Rasprostranjenost
Kečiga je euroazijska vrsta koja naseljava rijeke crnomorskog, azovskog, baltičkog i kaspijskog slijeva (primjerice Dunav, Volgu i Ural), te sibirske rijeke između Oba i Jeniseja.
U Hrvatskoj naseljava Dunav, Savu, Dravu i njihove pritoke.

## Opis vrste
Najmanja je vrsta jesetre i naraste najviše do 125 cm dužine, te postiže masu od 16 kg. Jedinke iz dunavske populacije još su manje (35-60 cm). Tijelo joj je izduženo i valjkasto, a glava je prekrivena koštanim pločama. Leđa su tamnosmeđe boje, dok je trbuh svjetložut ili crvenkast.
Zimi, kada temperature vode padnu, kečige se okupljaju u velika jata i miruju u rupama na dnu rijeke, za vrijeme čega se ne hrane. U proljeće, po otapanju leda, migriraju uzvodno na parenje. Migracije su kratke te za dunavsku populaciju iznose oko 200 km.
Mužjaci postaju spolno zreli s 4-5 godina, a ženke s 5-9. Sibirske populacije spolno sazrijevaju nešto kasnije. Mrijeste se od travnja do lipnja, u glavnim tokovima rijeka. Ikra (5.000-100.000 jajašaca) se polaže na šljunak, a inkubacija traje 6-9 dana, nakon čega mlađ odlazi nizvodno.
Prehrana kečige se sastoji od mekušaca, rakova, ličinki kukaca i malih riba.
Životni vijek kečige najkraći je od svih jesetra - 25 godina.

## Stanište
Kečiga je pridnena vrsta i boravi u slatkim i bočatim vodama umjerenog pojasa. Ponekad (vrlo rijetko) ulazi u more.

## Ugroženost i zaštita
Najveći uzrok ugroženosti kečige je pretjeran izlov, posebice ulov mlađih dobnih skupina koje još nisu spolno zrele.
Drugi uzroci ugroženosti su izgradnja brana na rijekama, čime se sprječavaju migracije i spušta razina vode, onečišćenje živom i naftom (najviše u Volgi i sibirskim rijekama) i stvaranje hibrida, najčešće s morunom (Huso huso).
Kako bi se zaštitile preostale populacije kečige uvedena su ograničenja ili zabrana izlova i kontrolirani uzgoj u ribogojilištima (akvakulturi).
U Hrvatskoj spada u kategoriju zaštićenih vrsta, prema Pravilniku "NN 99/09".